# Caja de resonancia

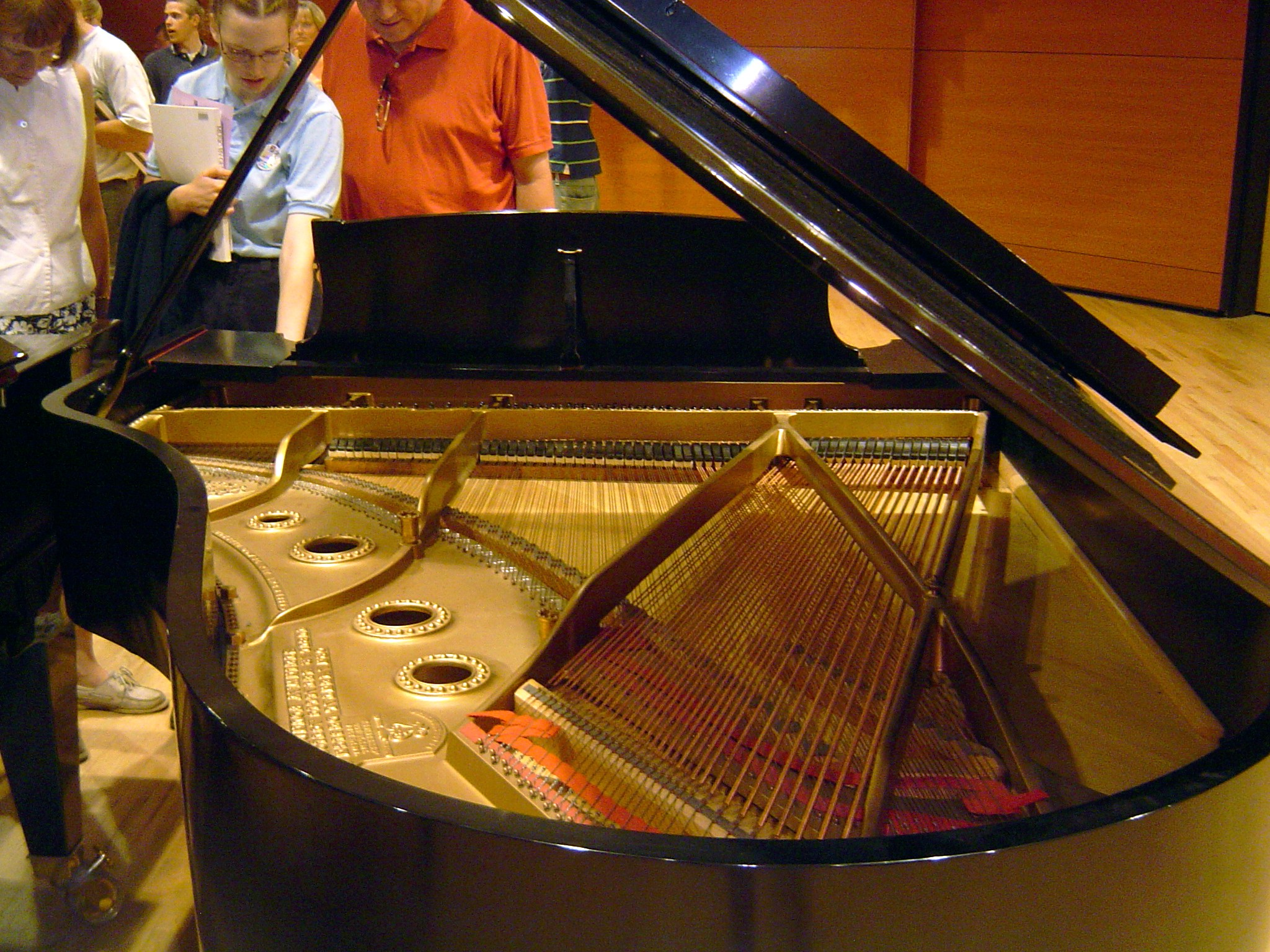
Caja de resonancia de un piano de cola.

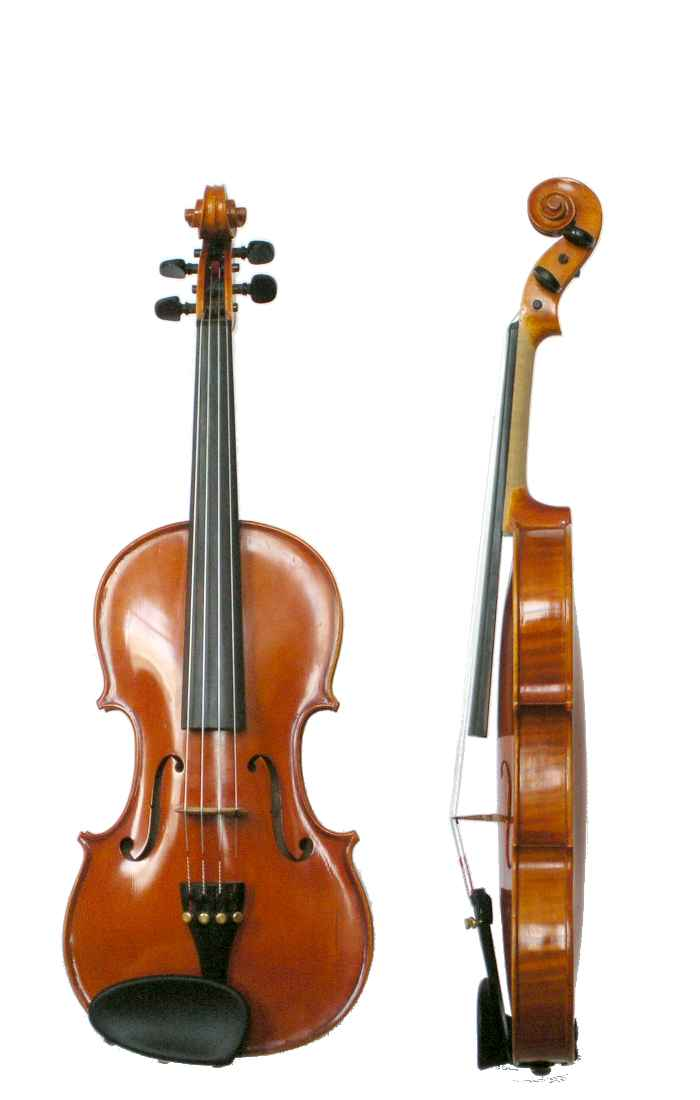
Violín: observar el ángulo que forman las cuerdas, permitiendo la transmisión de la vibración de éstas a la caja.

La caja de resonancia es una parte primordial de  la gran mayoría de instrumentos acústicos, principalmente de cuerda y percusión, que tiene la finalidad de amplificar o modular un sonido (en los instrumentos de cuerda generalmente a través de un puente). Además, es un factor decisivo en el timbre del instrumento, siendo importante la calidad de la madera (abeto y arce principalmente), el número de piezas con las que esté hecha y su estructura. 
Los instrumentos que cubren rangos de sonidos más graves, como el contrabajo, el violonchelo o el bombo, necesitan una caja de resonancia bastante mayor que el resto.
En la mayoría de instrumentos de cuerda, la caja está formada por una tapa superior (con aberturas acústicas), una tapa inferior y una "faja", que es una sección de madera que une ambas tapas, con formas curvadas, y hecha normalmente mediante una presa con calor. En el interior se encuentra el bastidor, que es una estructura de refuerzo de las tapas y sirve para controlar la vibración; y el alma.